# 다카하시 산키치
다카하시 산키치(일본어: 高橋 三吉, 1882년 8월 24일 ~ 1966년 6월 15일)는 일본의 군인이다. 일본 제국 해군의 제독으로, 1927년 연합함대 참모장을 지내고 1928년 제1항공전대의 첫 사령관이 되었으며 1934년부터 1936년까지 연합함대 사령장관을 지냈다. 1936년 말 고문역인 군사참의관(軍事参議官)이 되었으며 1939년 예편하였다. 제2차 세계대전 종전 후 해군 수뇌부로 체포되어 스가모 구치소에 구금되었으나 1948년 12월 불기소 석방되었다.